# Konstruktionsrör
Konstruktionsrör är ihåliga stålprofiler och finns i flera olika dimensioner. 

## KKR

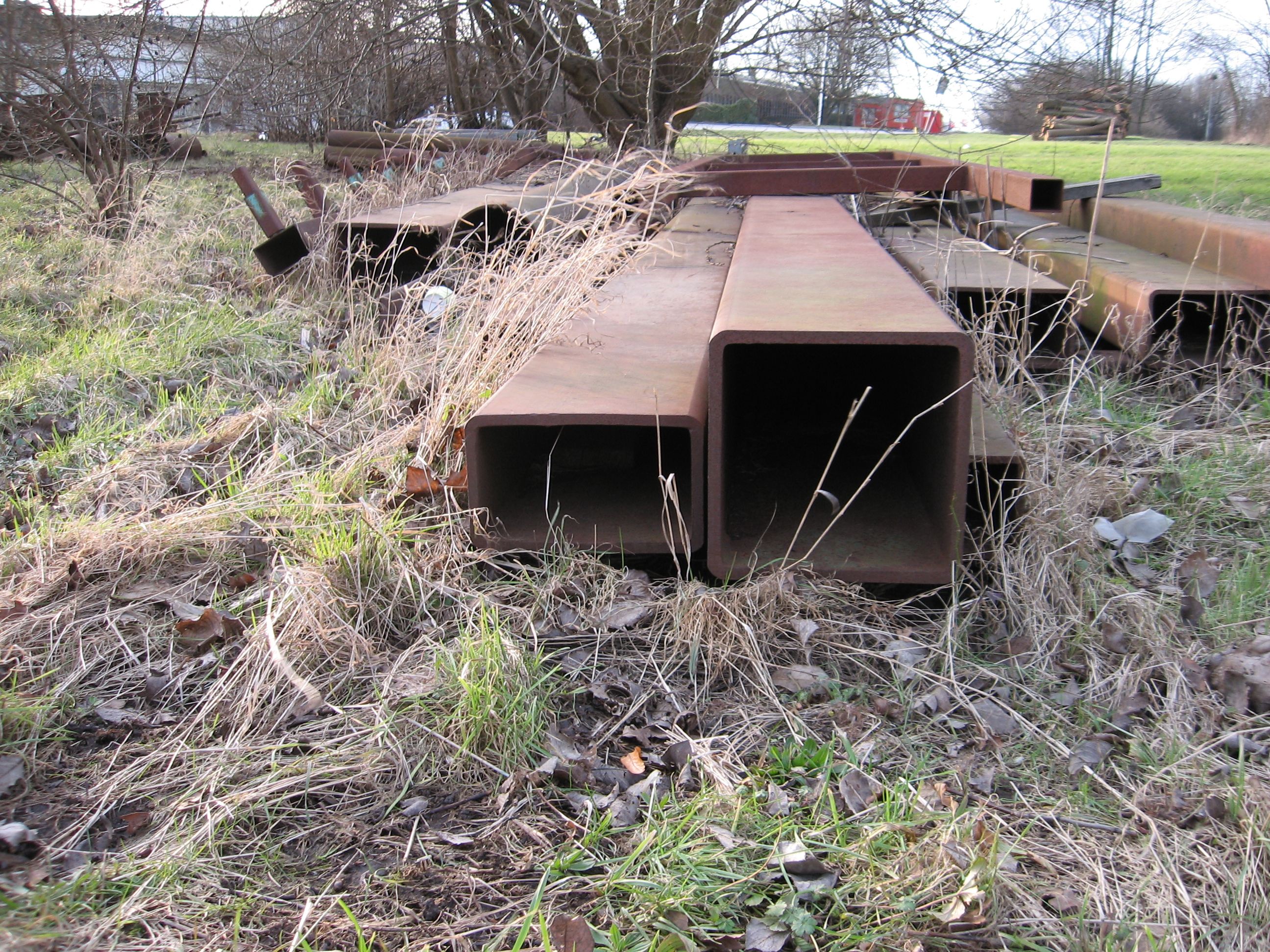
Fyrkantsrör

KKR som står för kallformade konstruktionsrör är kvadratiska eller rektangulära ihåliga kallbearbetade stålprofiler specificerade i EN 10219.
De benämns även CFRHS vilket står för Cold Formed Rectangular Hollow Section.  

## VKR
VKR som står för varmformade konstruktionsrör är kvadratiska eller rektangulära ihåliga varmbearbetade stålprofiler specificerade i EN 10210.
De benämns även HFRHS vilket står för Hot Formed Rectangular Hollow Section.  

## CFCHS
CFCHS som står för Cold Formed Circular Hollow Section är en cirkulär ihålig kallbearbetad stålprofil specificerad i EN 10219.
Den svenska benämningen för dessa konstruktionsrör är KCKR och står för Kallformade Cirkulära KonstruktionsRör. Dessa följer standarden EN 10219-1 men är oftast dubbelklassade och uppfyller även normen S450 MH. Vilket innebär att rören har som lägst en sträckgräns på  450 N/mm2.

## HFCHS
HFCHS som står för Hot Formed Circular Hollow Section är en cirkulär ihålig varmbearbetad stålprofil specificerad i EN 10210.